# Hýžďové svaly

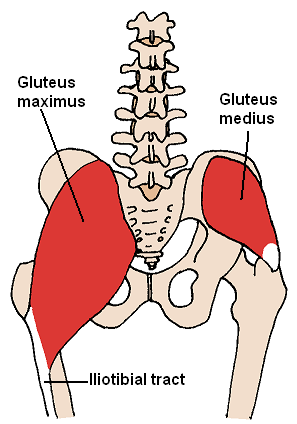
velký a střední hýžďový sval

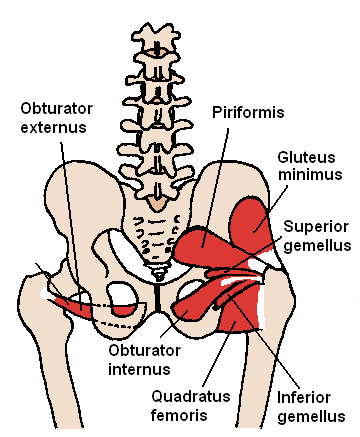
Malý hýžďový sval, spolu s dalšími pánevními svaly

Hýžďové svaly jsou zevní pánevní svaly, které ovládají kyčelní kloub a společně s podkožním tukem tvoří podklad hýždí. U člověka jsou výrazně vyvinuté v souvislosti se vzpřímeným postojem těla a chůzí po dvou končetinách.
Člověk má hýžďové svaly tři:
- Velký sval hýžďový (lat. m. gluteus maximus) je největším hýžďovým svalem. Ze všech hýžďových svalů je uložen nejpovrchověji. Je natahovačem a otáčečem kyčelního kloubu, podílí se také na odtažení a přitažení končetiny. Při předklonu s nataženými končetinami zvedá trup.
- Střední sval hýžďový (lat. m. gluteus medius) je menší sval uložený pod velkým hýžďovým svalem. Stejně jako on je natahovačem a otáčečem kyčelního kloubu, také je odtahovačem a pomocným ohýbačem.
- Malý sval hýžďový (lat. m. gluteus minimus) je nejmenším a nejhlouběji uloženým svalem hýždí. Je hlavně otáčečem kyčelního kloubu.

Hýžďové svaly mají tendenci ochabovat, hlavně při sedavém způsobu života.

## Hýžďové svaly u zvířat
Hýžďové svaly tvoří hlavní součást kýty. Ve veterinární anatomii se hýžďové svaly nazývají:
- Povrchový sval hýžďový (lat. m. gluteus superficialis) – zhruba odpovídá velkému svalu u lidí
- Střední sval hýžďový (lat. m. gluteus medius) – stejně jako u člověka
- Přídatný sval hýžďový (lat. m. gluteus accessorius) – u člověka není
- Hluboký sval hýžďový (lat. m. gluteus profundus) – zhruba odpovídá malému svalu